# Batalla de El Tamo
La Batalla de El Tamo fue una acción militar de la Guerra de Independencia de México, efectuada el 15 de septiembre de 1818, en las cercanías de la localidad de El Tamo, Michoacán. Los insurgentes comandados por el general Vicente Guerrero lograron derrotar a las fuerzas realistas del general José Gabriel de Armijo compuestas de 800 soldados procedentes de Valladolid. Armijo con el fin de poner un alto a la rebelión de Guerrero y de Isidoro Montes de Oca salió de Valladolid. La duración del encuentro fue de dos horas aproximadamente, teniendo como bajas las fuerzas españolas a 200 muertos, más de 100 heridos y como 500 prisioneros, que al final de cuentas se pasaron a las filas insurgentes logrando alcanzar su ejército la cifra de 1800 hombres. Es en esta batalla donde muere el coronel insurgente Juan José Galeana.